# Oțet

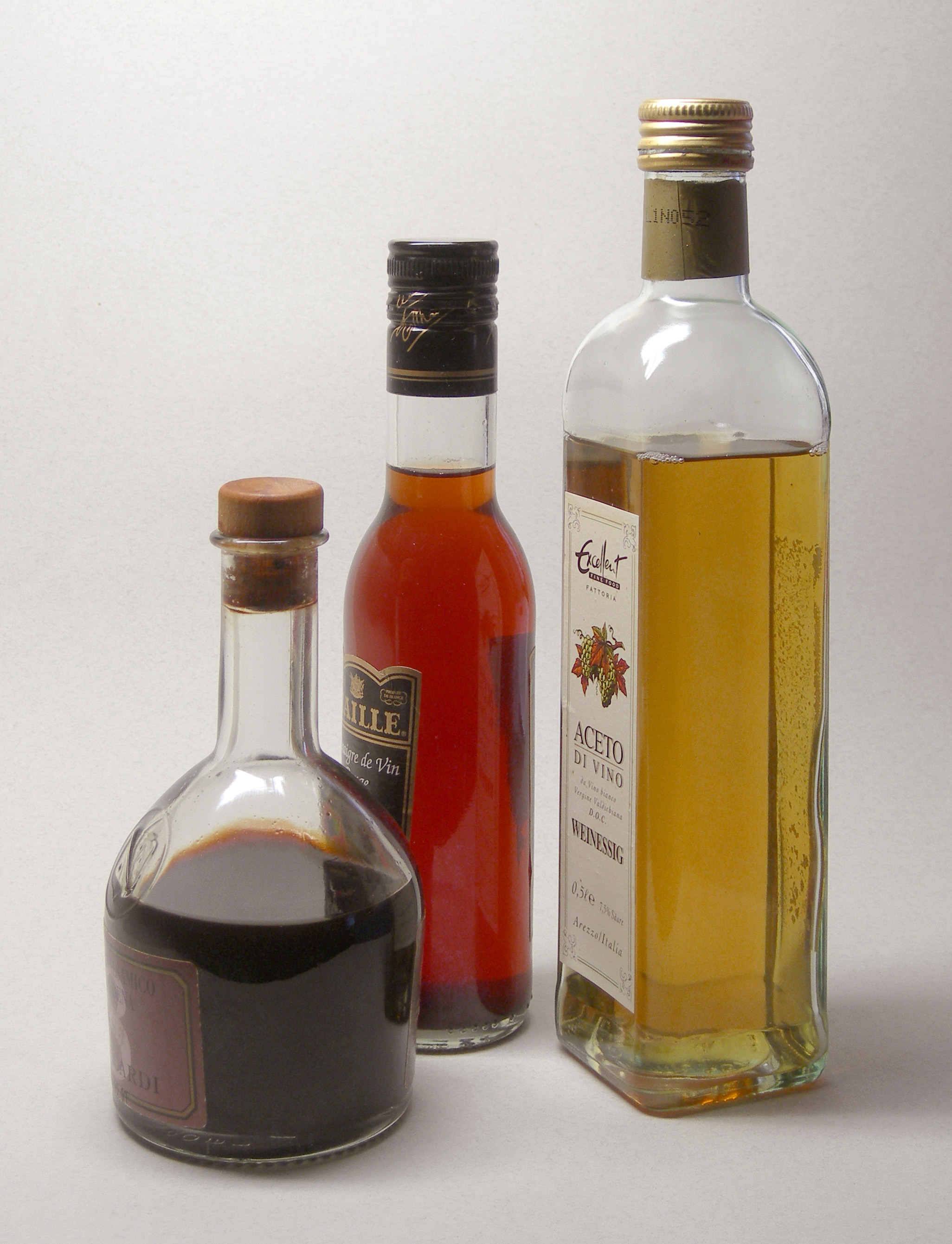
Sticle cu oțet

Oțetul (lat. acetis) este acid acetic diluat în apă (3–5%), cu gust acru, produs prin fermentarea naturală acetică a vinului sau a sucului de mere cu ajutorul bacteriei Mycoderma aceti. Oțetul produs pe cale tradițională conține și alte substanțe precum acidul citric sau acidul tartric.

## Istoric
Cel mai probabil folosirea oțetului în alimentația omenească a început odată cu cea a elaborării și consumului de alcool, omenirea din acele vremuri folosindu-l drept conservant. Prima mărturie a folosirii oțetului în alimentație provine din timpul Imperiului Roman: astfel gastronomul Marcus Gavius Apicius, care trăia în timpul împăratului Tiberiu și care era creatorul primei cărți de bucate ce se cunoaște cu numele De re coquinaria, prezintă rețete culinare în care se folosește oțetul. Este menționat în Biblie, atât în Noul cât și în Vechiul Testament. Apare în scena crucificării. Hipocrate îl menționează ca medicament, în amestec cu ou.

## Utilizarea în alimentație
Oțetul alimentar, având de regulă 5 % până la 18 % acid acetic (cu procentajul calculat de obicei în masă) este folosit ca atare fie pentru condimentare, fie pentru conservarea ca murături a legumelor și a altor produse alimentare. Oțetul de masă tinde să fie mai diluat (5% – 8% acid acetic), în timp ce murăturile comercializate folosesc în general soluții mai concentrate.

### Oțetul de mere
Oțetul de mere este unul din cele mai vechi medicamente cunoscute de umanitate, menționat pentru prima oară din tratate de medicină egiptene, scrise în urmă cu mai bine de trei milenii în urmă.
Medicii Greciei antice îl foloseau pe scara largă, acesta regăsindu-se și în scrierile lui Hipocrate. Este folosit și în medicina populară românească. Romanii din zonele de deal și de munte preparau oțetul de mere în fiecare toamnă, folosindu-l apoi pe timpul ierni contra diferitelor boli ori, pur și simplu, pentru menținerea sănătății. Nu este un panaceu.
Principalele categorii de afecțiuni care răspund pozitiv la administrarea oțetului de mere: reumatism și reumatism degenerativ. Pentru remedierea acestei boli se ia de trei ori pe zi câte o lingură de oțet de mere amestecată cu o linguriță de miere. Cura durează minimum trei luni și are efecte de dezintoxicare a organismului foarte puternice. În plus, anumite substanțe conținute de oțetul de mere au efecte antiinflamatoare articulare și împiedică procesele de îmbătrânire și de degenerare a cartilajelor și epiteliilor.

## Metode de producție
Oțetul de fermentație se obține după natura materiei prime folosite: din vinul natural alterat; din malț, plămada de malț supusă fermentației alcoolice, din fructe, când este preparat din mustul de fructe; din alcool etilic obținut din industria vinului. În prezent, în lume se fabrică o gamă variată de sortimente de oțet. Cea mai mare cantitate rezultă prin transformarea alcoolului în fermentație alcoolică. Se obține oțet din vinuri albe și roșii, din bere și malț, din cidru, din fructe (mere și pere, banane, mango, lămâi, nuci de cocos), iar în Asia din alcoolul de orez. Producția mondială de oțet, exprimat în acid acetic pur, este de peste 200 mii tone, ceea ce înseamnă circa 2 miliarde litri oțet de 10°.
După calitățile gustative, primul loc îl ocupă oțetul din vin și cel din malț. Aceste două sortimente au apărut la sfârșitul secolului al XVIII-lea. Cerințele crescânde de oțet, cantitățile limitate de materie primă pentru prepararea oțetului de vin și fabricarea relativ complicată a oțetului din malț, au dus la fabricarea oțetului din alcool etilic din vin. Din acel moment, industria oțetului a cunoscut posibilitatea unei extinderi largi funcție de existenta industriei de alcool. Fabricarea relativ simplă a oțetului din alcool a întărit și mai mult poziția predominantă a acestuia.

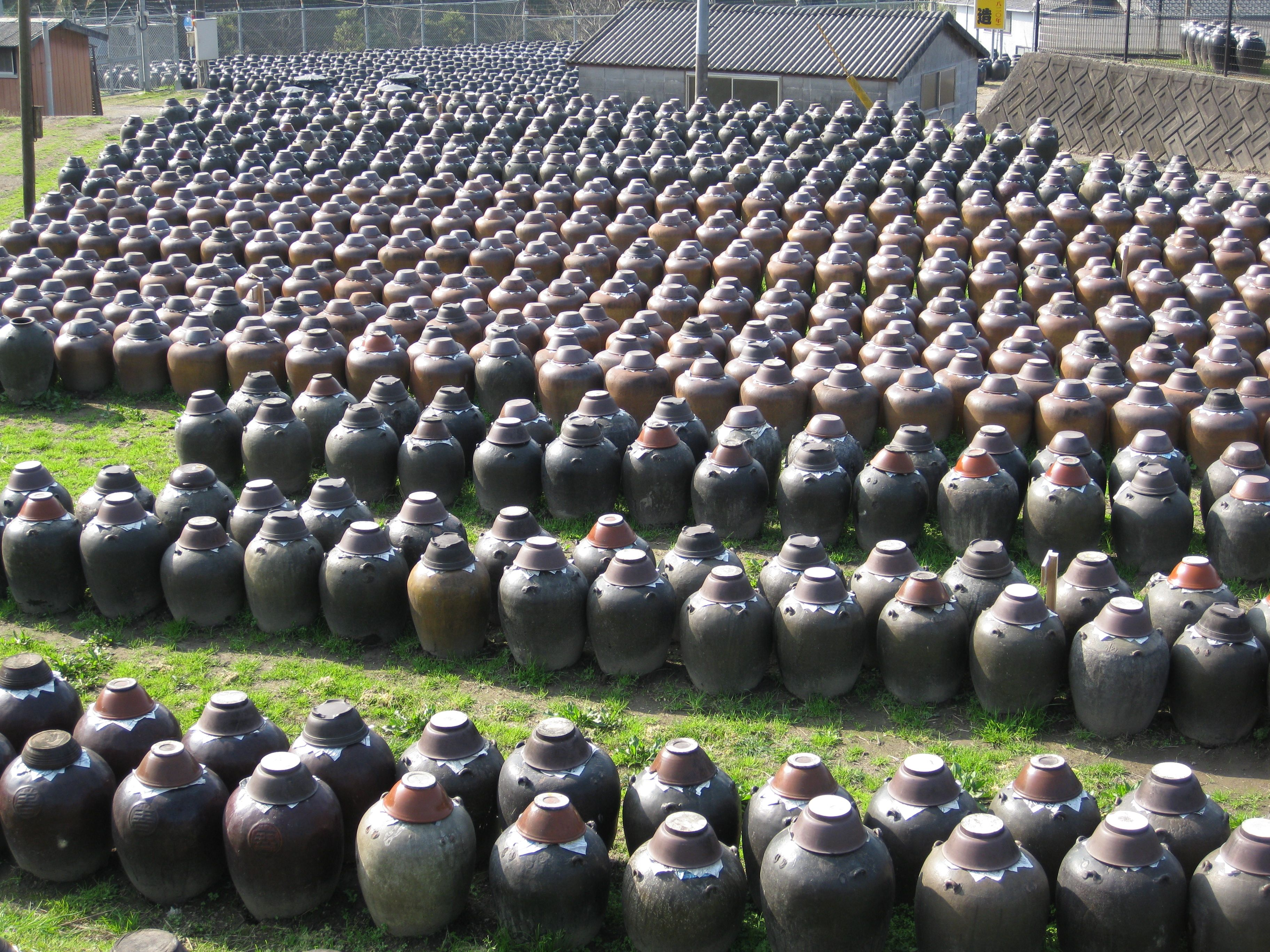
Fabricarea tradițională a oțetului la Kirishima în Japonia

Louis Pasteur a fost primul care a demonstrat că acidul acetic provine prin oxidarea etanolului, în evidență fiind rolul microorganismelor Acetobacter în această transformare.
Pentru savant, problema esențială era de a găsi mijlocul de împiedicare a dezvoltării vegetațiilor parazite care erau pricina bolilor vinurilor. Savantul a observat, după o serie de experimentări, că nu era nevoie decât să se ridice câteva secunde temperatura vinului la 50 sau 60 °C.
Oțetul obținut în urma acestei fermentații se prezintă sub forma unui lichid incolor sau colorat, cu gust acru, poate fi obținut prin fermentație acetică a lichidelor alcoolice diluate (vin, bere, alcool rectificat-rafinat diluat), distilarea uscată a lemnului ori diluarea acidului acetic pur.
Una dintre problemele fundamentale ale fabricării oțetului ar fi închiderea ermetică a vaselor și, legat de aceasta, instalarea unui dispozitiv care să stimuleze curentul de aer condiționat la o temperatură și compoziție strict determinată, precum și un dispozitiv pentru reglarea vitezei aerului, depășindu-se, astfel, pierderile de până la 30 % din producție, în special din cauza volatilizării alcoolului și acidului acetic. Astfel, există metoda veche, din 1732, în care vasul umplut cu material convenabil (ciorchini de struguri fără boabe, talaj etc), se completează cu un lichid de fermentat și se lasă în repaus o jumătate de zi, după care se introduce din nou în primul vas. Prin această metodă pelicula bacteriană se dezvoltă pe toată suprafața poroasă a materialului și fermentația se produce mai repede decât la metoda Orleans. Oțetul din alcool poate fi considerat ca un produs finit, însă nu este comercializabil deoarece are un miros dezagreabil și un gust înțepător și îmbătător datorită prezenței de aldehide, acesta dispare fie prin oxidare, fie prin evaporare.

## Varietăți
- Oțet de vin
- Oțet alb
- Balsamic și Balsamic de Modena
- Oțet de Jerez
- Oțet de Oporto
- Cidru
- Oțet de trandafir

## Legături externe
Materiale media legate de oțet la Wikimedia Commons
- „oțet” la DEX online